# Abdou Moumouni
Pour les articles homonymes, voir Moumouni.
Jafar Djabouro Moumouni (né le 19 novembre 1982 au Togo) est un joueur de football international togolais, qui évoluait au poste de défenseur.

## Biographie

### Carrière en sélection
Avec l'équipe du Togo, il joue quatre matchs (pour aucun but inscrit) entre 2000 et 2008. 
Il figure dans le groupe des sélectionnés lors des Coupes d'Afrique des nations de 2000 et de 2002, où son équipe est éliminée à chaque fois au premier tour.